# Калінінградський обласний музей образотворчих мистецтв
Калінінградський обласний музей образотворчих мистецтв (рос. Калининградский областной музей изобразительных искусств, до листопада 2017 року — Калінінградський обласний музей «Художня галерея») — художній музей у місті Калінінград (Росія). 

## Загальний опис
Музей розташований в старовинній будівлі колишньої Кенігсберзької торгової біржі (пам'ятка архітектури XIX століття), яка була побудована за проектом німецького архітектора Генріха Мюллера 1875 року. Фонди музею налічують понад 16 тисяч творів живопису, графіки, скульптури, предметів декоративно-ужиткового мистецтва.
Основу зібрання складають роботи російських та зарубіжних художників другої половини XX століття, що представляють різні стильові напрями — від соціалістичного реалізму до постмодерністських художніх практик, твори мистецтва XVII - першої половини XX століття, унікальні роботи майстрів Східної Пруссії, сучасні народні промисли Росії. 
Щорічно проводиться до 60 виставок, к тому числі виставки з Ермітажу, Третьяковської галереї, ДМОМ ім. О. С. Пушкіна, Російського музею та інших. У 2004 році в галереї була відкрита єдина в регіоні віртуальна філія Російського музею для доступності найбільшої в Росії колекції російського мистецтва за межами Санкт-Петербурга.

## Бієнале «Калінінград - Кенігсберг»
Колекція сучасної графіки країн Балтійського регіону, що склалася в процесі проведення в Калінінграді Міжнародної бієнале станкової графіки «Калінінград - Кенігсберг». Ця виставка проводиться нерегулярно, починаючи з 1990 року. У ній беруть участь художники з 10 країн Балтійського регіону. У ході бієнале було зібрано понад 600 експонатів 200 авторів.

## Експонати
У музеї є кілька постійних тематичних експозицій:
- Сучасна графіка

Основу колекції сучасної графіки, представленої в галереї, складають роботи, створені в останні десятиліття XX століття. У колекції близько 700 творів, серед них є роботи калінінградських художників.
- Калінінградські художники

Перші художники в Калінінграді з'явилися вже на початку 1950-х років, а 1978 року було створено художнє відділення при Калінінградському обласному музичному училищі. Роботи місцевих художників займають важливе місце в експозиції музею. Більшість робіт виконано в авангардному стилі.
- Культура і мистецтво Східної Пруссії

Мистецтво Східної Пруссії кінця XIX - початку XX століття представлено графікою і скульптурою. У експозиції особливе місце займають графічні роботи Генріха Вольффа і його учнів. Музей володіє найбільшою в Росії колекцією графіки Ловіса Корінта, яка 2018 року поповнилася його літографією, подарованою приватним баварським музеєм Вальхензее на честь 160-річчя відомого художника. У липні 2019 роки від цього ж музею отримані в дар ще три графічні роботи Ловіса Корінта, з урахуванням яких колекція графіки цього художника стала налічувати 96 робіт.

## Характеристики
- Загальна площа — 6804 м²
- Експозиційна площа — 2060 м²
- Виставкові зали площею від 160 до 750 м²
- Загальна кількість одиниць зберігання —16 206.

## Нагороди
У 2008 році музей став переможцем конкурсу "Мінливий музей у мінливому світі" в номінації «Технології музейної експозиції».

## Галерея

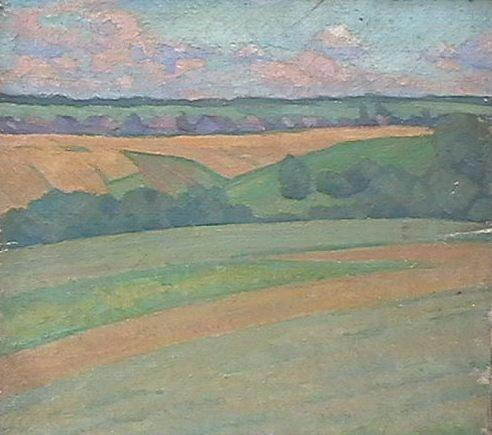
Роберт Фальк. «Поля і переліски», 1903
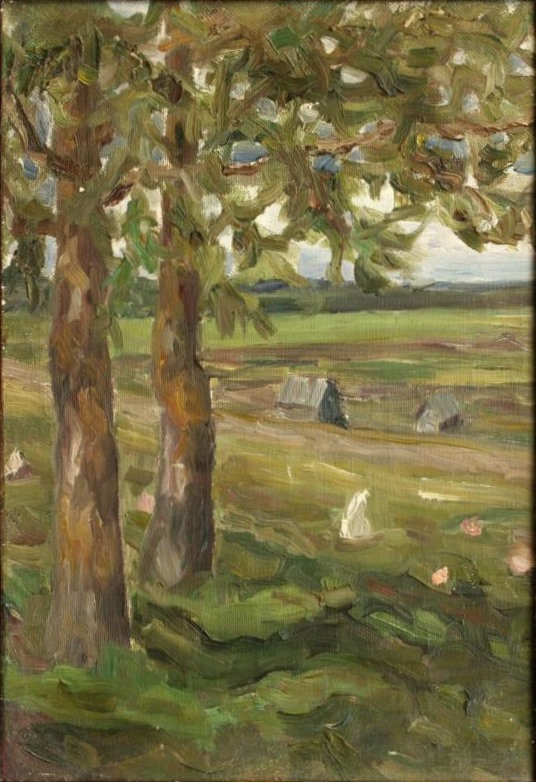
Роберт Фальк. «Пейзаж з соснами і камінням», 1904
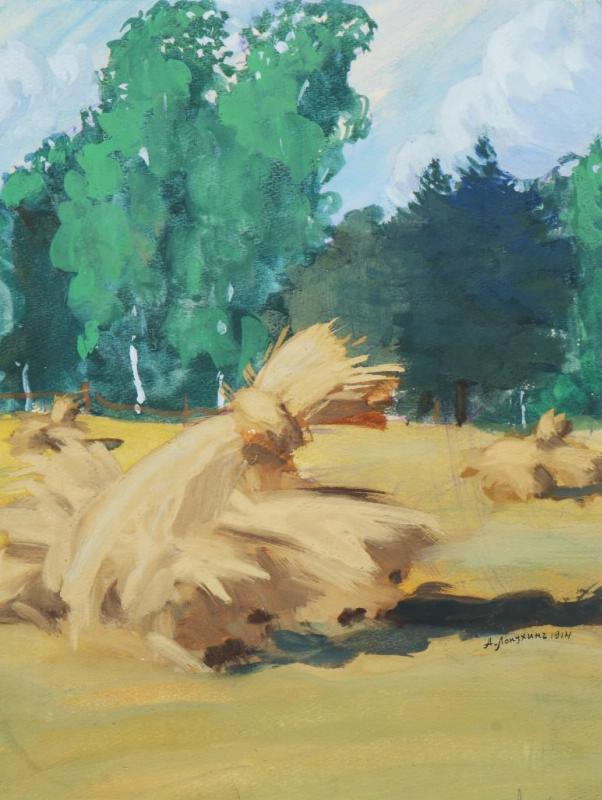
Олександр Лопухін. «Літо», 1914
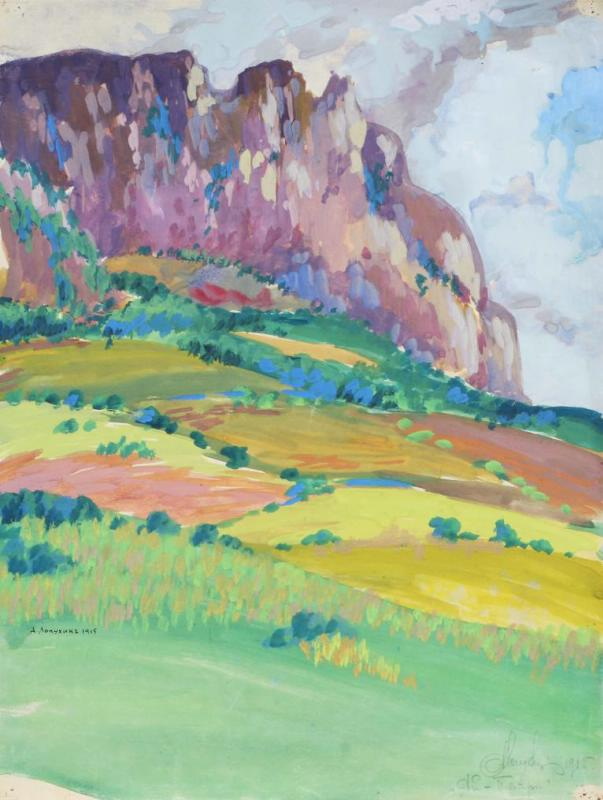
Олександр Лопухін. «Крим. Ай-Петрі», 1915
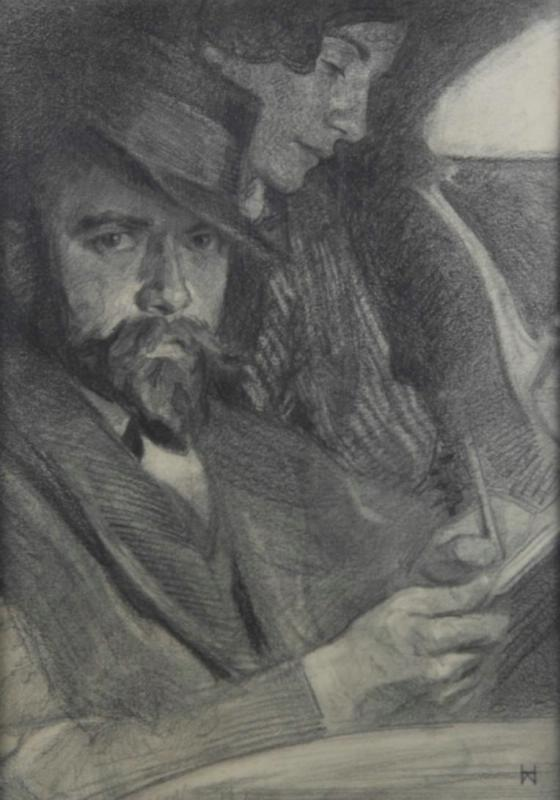
Генріх Вольфф. «Автопортрет з дружиною Елізабет», 1916